# Land of the Tiger
Land of the Tiger foi um documentário americano, lançado em 1985, dirigido por Dennis B. Kane e Thomas Skinner, com trilha sonora de Nicholas Hooper.